# Monacos Grand Prix 1973
Monacos Grand Prix 1973 var det sjätte av 15 lopp ingående i formel 1-VM 1973.  

## Resultat
1. Jackie Stewart, Tyrrell-Ford, 9 poäng
2. Emerson Fittipaldi, Lotus-Ford, 6
3. Ronnie Peterson, Lotus-Ford, 4
4. François Cévert, Tyrrell-Ford, 3
5. Peter Revson, McLaren-Ford, 2
6. Denny Hulme, McLaren-Ford, 1
7. Andrea de Adamich, Brabham-Ford
8. Mike Hailwood, Surtees-Ford
9. James Hunt, Hesketh (March-Ford) (varv 73, motor)
10. Jackie Oliver, Shadow-Ford
11. Wilson Fittipaldi, Brabham-Ford (71, bränslesystem)

### Förare som bröt loppet
- Jean-Pierre Jarier, March-Ford (varv 67, växellåda)
- Graham Hill, Hill (Shadow-Ford) (62, upphängning)
- Arturo Merzario, Ferrari (58, oljetryck)
- Carlos Reutemann, Brabham-Ford (46, växellåda)
- Jacky Ickx, Ferrari (44, bakaxel)
- Howden Ganley, Williams (Iso Marlboro-Ford) (41, bakaxel)
- Jean-Pierre Beltoise, BRM (39, olycka)
- Carlos Pace, Surtees-Ford (31, bakaxel)
- David Purley, LEC (March-Ford) (31, bränsleläcka)
- Nanni Galli, Williams (Iso Marlboro-Ford) (30, bakaxel)
- Niki Lauda, BRM (24, växellåda)
- Chris Amon, Tecno (22, överhettning)
- Clay Regazzoni, BRM (15, bromsar)
- Mike Beuttler, Clarke-Mordaunt-Guthrie (March-Ford) (3, motor)

### Förare som ej startade
- George Follmer, Shadow-Ford (olycka)